# 新宮川ダム
新宮川ダム（しんみやかわダム）は、福島県大沼郡会津美里町にある一級水系阿賀野川水系宮川に建設されたダムである。

## 概要
会津美里町と河沼郡会津坂下町にまたがる4,500 haに灌漑用水を供給する農業用ダムであり、農林水産省東北農政局により宮川上流部に建設された。ダム湖は周辺住民からの公募により「会津美里湖」と命名された。天端部分の全面にわたり自由越流式の洪水吐が設けられているゲートレス式のダムである。福島県により管理が行われ、ダム操作は受益者である会津宮川土地改良区により行われている。
当ダムの受益地区である会津宮川地区では、宮川、佐賀瀬川などの中小河川や溜池、渓流水に灌漑用水を依存していたが、水量に乏しく恒常的に用水不足となっていた。また、末端用排水路の整備が進んでおらず、圃場区画の狭小さもあり、生産性の向上が阻害されていた。当ダムの建設と宮川頭首工と佐賀瀬頭首工の新設、1960年に建設された高橋頭首工の改修、幹線用水路の新設、圃場整備等を実施し、4,500 haに農業用水を供給する国営会津宮川土地改良事業が1980年度より行われた。1990年度に事業計画の変更が行われ、当ダムの建設事業が国営会津宮川（二期）土地改良事業に分離され、1993年度には頭首工3箇所の整備も当事業へ移管された。1993年にダム本体工事が開始され、2004年より運用が開始された。
当ダムは当初フィルダムとして計画されていたが、両岸の地形が急峻であるため重力式コンクリートダムが有利であると判断され形状が変更された。また、農林水産省の管轄するダムとしては初めてRCD工法が採用され、工期の短縮・省力化によるコスト削減が図られた。ダムサイト周辺には希少な猛禽類が営巣していたことから、工事休止期間の設定や工事用車両の騒音、振動の対策も行われ、これらの取り組みから2003年度ダム工学会技術賞を受賞した。更に、RCD工法のメリットを阻害する要因である監査廊建設のための支母工の設置、コンクリートの現場打ちなどの煩雑な作業の解消のため、予め上下に分割して成形された部材を用いるプレキャスト化施工が実施された。工期終盤の2000年には新宮川水力発電所の建設が追加された。これは放流落差を利用した小水力発電であり、当ダムの必要な電力を賄うほか、余剰電力を東北電力へ売電し各頭首工、揚水機場などの関連施設の運転管理費に充て地元負担の軽減が図られており、2013年度においては維持管理費の約14%が売電収入で賄われている。

## その他
- 異例の猛暑により2018年8月23日に運用開始以来初めて貯水率が0%となる事態になった[4] 。
- 当ダム建設に寄る水没区間の付け替えにより国道401号橋本バイパスが建設された。
- 事前申し込みに寄る見学を除き、ダム敷地内は立入禁止である。ダムカードの配布はダム管理所ではなく、会津美里町中心部にある会津宮川土地改良区事務所にて行われている。
- 当ダムの下流には福島県による鶴沼川（宮川の別称）防災事業により建設された宮川ダムが設置されている。国営事業である当ダムと事業主体は異なるが、現在は一元的な管理のためいずれも福島県により管理されている。
- 新鶴村(現会津美里町）では、1954年(昭和29年)以来、簡易水道を布設して管理を行ってきたが、1963年(昭和38年)5月新屋敷水源地が汚染され赤痢病が発生し714名の罹患者を出し、それを受け、金田利雄新鶴村長を筆頭とした村当局は原因究明、整備、補強工事等の危機対応にあたり、調査の結果、当該水源地は安全上問題があり、その代替として二岐、仏沢両地区に安全性に優れた水源地を見出し、金田利雄新鶴村長のもと、参院建設委員長等歴任の大河原一次参議院議員と連携して国会に請願した「簡易水道布設費国庫補助に関する請願」が同年12月21日に受理され、国の協力を得ながら大規模測量、大規模工事を要する大事業であった広域簡易水道を完成させた[5]。